# Marius Barnard
Pour les articles homonymes, voir Barnard.
Marius Barnard, né le 20 janvier 1969 au Cap, est un joueur de tennis sud-africain.
Au cours de sa carrière, il a remporté six tournois en double et atteint huit autres finales.

## Palmarès

### Titres en double messieurs
| No | Date       | Nom et lieu du tournoi                              | Catégorie    | Dotation  | Surface         | Partenaire            | Finalistes                    | Score         |  |
| -- | ---------- | --------------------------------------------------- | ------------ | --------- | --------------- | --------------------- | ----------------------------- | ------------- |  |
| 1  | 09-11-1992 | Kremlin Cup Moscou                                  | World Series | 315 000 $ | Moquette (int.) | John-Laffnie de Jager | David Adams Andreï Olhovskiy  | 6-4, 3-6, 7-6 |  |
| 2  | 28-03-1994 | South African Open Sun City                         | World Series | 288 750 $ | Dur (ext.)      | Brent Haygarth        | Ellis Ferreira Grant Stafford | 6-3, 7-5      |  |
| 3  | 04-03-1996 | ABN AMRO World Tennis Tournament Rotterdam          | World Series | 725 000 $ | Moquette (int.) | David Adams           | Hendrik Jan Davids Cyril Suk  | 6-3, 5-7, 7-6 |  |
| 4  | 08-07-1996 | Miller Lite Hall of Fame Championships Newport (RI) | World Series | 230 000 $ | Gazon (ext.)    | Piet Norval           | Paul Kilderry Michael Tebbutt | 6-7, 6-4, 6-4 |  |
| 5  | 29-07-1996 | Infiniti Open Los Angeles                           | World Series | 303 000 $ | Dur (ext.)      | Piet Norval           | Jonas Björkman Nicklas Kulti  | 7-5, 6-2      |  |
| 6  | 08-01-2001 | Heineken Open Auckland                              | Int' Series  | 350 000 $ | Dur (ext.)      | Jim Thomas            | David Adams Martín García     | 7-610, 6-4    |  |

### Finales en double messieurs
| No | Date       | Nom et lieu du tournoi                     | Catégorie    | Dotation  | Surface         | Vainqueurs                             | Partenaire     | Score             |          |
| -- | ---------- | ------------------------------------------ | ------------ | --------- | --------------- | -------------------------------------- | -------------- | ----------------- | -------- |
| 1  | 02-08-1993 | Philips Head Cup Kitzbühel                 | World Series | 375 000 $ | Terre (ext.)    | Juan Garat Roberto Saad                | Tom Mercer     | 4-6, 6-3, 3-6     |          |
| 2  | 12-02-1996 | Marseilles Open Marseille                  | World Series | 514 250 $ | Dur (int.)      | Jean-Philippe Fleurian Guillaume Raoux | Peter Nyborg   | 6-3, 6-2          | Parcours |
| 3  | 09-06-1997 | Gerry Weber Open Halle (Westf.)            | World Series | 875 000 $ | Gazon (ext.)    | Karsten Braasch Michael Stich          | David Adams    | 7-6, 6-3          |          |
| 4  | 09-02-1998 | St. Petersburg Open Saint-Pétersbourg      | Int' Series  | 315 000 $ | Moquette (int.) | Nicklas Kulti Mikael Tillström         | Brent Haygarth | 3-6, 6-3, 7-6     |          |
| 5  | 14-06-1999 | Tournoi de tennis de Nottingham Nottingham | Int' Series  | 325 000 $ | Gazon (ext.)    | Patrick Galbraith Justin Gimelstob     | Brent Haygarth | 5-7, 7-5, 6-3     |          |
| 6  | 23-08-1999 | MFS Pro Championships Boston               | Int' Series  | 325 000 $ | Dur (ext.)      | Guillermo Cañas Martín García          | T.J. Middleton | 5-7, 7-62, 6-3    |          |
| 7  | 11-09-2000 | President’s Cup Tachkent                   | Int' Series  | 500 000 $ | Dur (ext.)      | Justin Gimelstob Scott Humphries       | Robbie Koenig  | 6-3, 6-2          |          |
| 8  | 10-09-2001 | President's Cup Tachkent                   | Int' Series  | 525 000 $ | Dur (ext.)      | Julien Boutter Dominik Hrbatý          | Jim Thomas     | 6-4, 3-6, [13-11] |          |

## Parcours en Grand Chelem

### En double
| 2000 | 1/4 de finale C. Haggard | W. Black A. Kratzmann | 1/8 de finale F. Montana | M. Woodforde T. Woodbridge |  |  |

N.B. : le nom du ou de la partenaire se trouve sous le résultat ; le nom des ultimes adversaires se trouve à droite.

### En double mixte
| Année | Open d'Australie             | Open d'Australie                       | Roland-Garros | Roland-Garros | Wimbledon | Wimbledon | US Open | US Open |
| 1997  | 1er tour (1/16) Yayuk Basuki | Larisa Savchenko John-Laffnie de Jager |               |               |           |           |         |         |

Sous le résultat, la partenaire ; à droite, l'ultime équipe adverse.